# Riu Iowa
El riu Iowa és un afluent del riu Mississipi a l'estat d'Iowa als Estats Units. Té uns 520 km de llarg i és navegable per a petites embarcacions fins a Iowa City, a 105 km de la seva desembocadura. El seu principal afluent és el riu Cedar.
S'inicia en dues branques, la West Branch i l'East Branch, totes dues tenen la seva capçalera al comtat de Hancock. Cadascuna s'aproxima als 61 km de llargàra i s'uneixen a Belmond.
L'Iowa continua en direcció sud-est, passant per la ciutat d'Iowa Falls, fins a Steamboat Rock i després per les ciutats d'Eldora, Marshalltown, Tama i Marengo i per les colònies d'Amana al comtat d'Iowa. Al comtat de Johnson, queda embassat per la presa de Coralville. Més endavant el riu discorre generalment cap al sud i passa per Iowa City i el campus de la Universitat d'Iowa. A Burlington Street a Iowa City hi ha una útima resclosa abans de la confluència amb el riu Mississipi. Al sud d'Iowa City, hi conflueix el riu English al comtat de Washington, i finalment, al comtat de Louisa s'uneix al riu Cedar per desembocar al riu Mississipi.
La conca de l'Iowa pateix inundacions, sovint importants com la del Midwest de juny de 2008 i la Gran Inundació de 1993. El Cedar i els seus afluents, inclòs el riu Shell Rock, poden agreujar les inundacions ja que es va emportar l'històric pont giratori de Charles City (Iowa).
El riu Iowa és conegut per la pesca recreativa i comercial. A l'embassament de Coralville s'hi pesca comercialment. El parc estatal de Pine Lake es troba al riu Iowa al seu pas per Eldora.